# Juvenal de Narni
San Juvenal (Juvenalis) (Cartago, 340 - Narni, Úmbria, 7 de agosto de 376) fue un médico africano, sacerdote y primer obispo de Narni. Es venerado como santo en toda la cristiandad.

## Biografía
Nació cerca del año 340, Juvenal fue un médico de Cartago que fue ordenado sacerdote. Después de unos años dejó su provincia y fue a Roma donde Dámaso I lo consagró como obispo de Narni el 3 de mayo de 369. Convirtió a mucha gente al cristianismo y, según la tradición hizo algunos milagros. Murió el 7 de agosto de 376.
Fue enterrado en la Porta Superior de Roma, en la Via Flaminia. Su sepulcro se conserva en la catedral de Narni; sus restos fueron robados en 878 junto con los de San Casio y Santa Fausta a Lucca, pero en 880 fueron devueltos a Narni. Su memoria se conmemora el 3 de mayo, día de su nombramiento como obispo, junto a los otros tres mártires. 
Inició la construcción de catedral en su honor en 1047 y se terminó en 1145. Es patrono de Narni, en la provincia de Umbría así como de Fossano, al norte de Italia. 